# Ed (by)
 For alternative betydninger, se Ed. (Se også artikler, som begynder med Ed)
Ed er en by i Västra Götalands län i Sverige med 2.942 indbyggere (2005). Byen ligger mellem søerne Store Le og Lille Le i den nordvestlige del af Dalsland, nær grænsen til Norge. Med den omkringliggende natur og mange muligheder for friluftsliv har byen været turistmål siden begyndelsen af det 20. århundrede. 
I byen ligger Ed Station, en station på Norge/Vänernbanen.